# Hosea Linge
Hosea Linge, właściwie Ligeremaluoga (ur. 1890 w Kono, na wyspie Nowa Irlandia, zm. 1975) – pastor metodystów, autor pierwszej książki wydanej w Papui-Nowej Gwinei. Autobiografia, napisana w lingua franca, w języku kuanua, została przetłumaczona na język angielski przez Ellę Collins, australijską nauczycielkę misjonarską i opublikowana w 1932.

## Życiorys
Ligeremaluoga urodził się około 1890 w małej wiosce Kono na wyspie Nowa Irlandia, w Archipelagu Bismarcka. Przeznaczony był na wodza swojego plemienia. Losy jego zmieniły się wraz z przybyciem misjonarzy metodystów, na czele z wielebnym George’em Brownem, do Port Hunter na Wyspie Księcia Yorku (Duke of York Island) w 1875. Stał się jednym z pierwszych nawróconych i naśladowców. Edukację rozpoczął w wiejskiej szkole w Pinikidu, na wschodnim wybrzeżu. We wrześniu 1911 został ochrzczony i otrzymał nowe imię, Osea, na pamiątkę jego nauczyciela z Fidżi, Osea Naivalu, który w tym czasie zmarł. Odtąd znany był jako Osea lub Hosea Linge. 
Przez kolejnych pięć lat pobierał naukę w George Brown College na Wyspie Księcia Yorku. Szkoła ta rozpoczęła działalność w 1900, w 1927 została przeniesiona do Vunairima na wyspie Nowa Brytania. Po jej ukończeniu, jako nauczyciel został wysłany do Omo, w pobliżu Kavieng, gdzie poznał swoją pierwszą żonę, Anasain Pisig. Pobrali się w 1921. Po kilku latach jako nauczyciel, Hosea powrócił do George Brown College w Watnabara jako instruktor.
W 1930, podczas operacji w szpitalu metodystów, zmarła żona Hosea w wyniku czego popadł w depresję. Australijska misjonarka Ella Collins poradziła mu, aby w ramach terapii zaczął spisywać swoje doświadczenia. W swojej autobiografii pisał o życiu w Kono i doświadczeniu misyjnym. O sobie pisał jako o prostym mieszkańcu wyspiarskiej wioski, uczniu i nauczycielu. Autobiografia została przetłumaczona i opublikowana w 1932, w Melbourne przez F.E. Cheshire, jako Erstwhile Savage: An Account of the Life of Ligeremaluoga.
W 1938 ponownie ożenił się z Rodi Mangin. Para mieszkała razem do końca życia. W 1941 został wyświęcony na pastora metodystów i wyznaczono mu rodzinny obwód Pinikidu. W styczniu 1957 nowo wybudowany kościół w Kimadan został nazwany na jego cześć Reverend Hosea Linge Church. W 1961 wycofał się z pełnoetatowych obowiązków, jednak do śmierci w 1975 poświęcił się kościołowi i edukacji. Przeżył erupcję wulkanu Rabaul w 1937 i lata II wojny światowej. Doświadczenia z tego okresu zawarł w drugiej książce The Offering Fit for a King, napisanej w 1972, przetłumaczonej przez Nevilla Trelfalla i opublikowanej w 1978 przez Toksave Buk w Rabaul.
Spuścizna Ligeremaluogi żyje dzięki jego synowi, Davidowi Linge’owi. Syn rozpoczął studia biologiczne na założonym w 1965 University of Papua New Guinea, gdzie jako pierwszy uzyskał tytuł doktora nauk biologicznych. Po kilku latach nauczania biologii na macierzystym uniwersytecie, dr Linge postanowił rozpocząć karierę medyczną. Wrócił do klasy jako student w Medical School, gdzie uzyskał licencjat, magistra i doktora medycyny. Dr David Linge obecnie wykłada nauki medyczne na School of Medicine nas Health Sciences na UPNG.

## Krytyka
Ulli Beier, niemiecki redaktor, pisarz i uczony, który odegrał pionierską rolę w rozwijaniu literatury, dramatów i poezji w Papui-Nowej Gwinei, w artykule dla „The Hudson Review” Literature in New Guinea, opublikowanym w 1971, skrytykował Ligeremaluogę, zarzucając mu całkowite odrzucenie obyczajów plemiennych, ślepą akceptację australijskiego paternalizmu i chrześcijaństwa. Naprzeciw niego stawia Alberta Maori Kiki, reprezentującego niezależnego ducha tradycji papuańskich.
Wyraził pogląd, że to nacjonalizm był przede wszystkim odpowiedzialny za inspirowanie rodzimej ekspresji twórczej i zaufania, które zostało podważone przez szybkość, z jaką europejska władza i administracja wkroczyły do Papui-Nowej Gwinei. Kiki wydał w 1968 autobiografię, którą Beier uznaje za pierwszą papuańską książkę, a Maori Kiki za pierwszego prawdziwego papuańskiego autora.

## Twórczość
- Erstwhile Savage: An Account of the Life of Ligeremaluoga (1932)
- An Offering Fit for a King (1978)

## W kulturze
- Eric Johns, Ligeremaluga z Kono (Hosea Linge) (2002)[7]